# 永元寺 (堺市)
永元寺（えいげんじ）は、大阪府堺市美原区にある臨済宗妙心寺派の寺院。 蕪坐離庵は大阪都市景観建築賞を受賞した。

## 建築
- 蕪坐離庵
  - 2009年 (平成21年) 6月竣工。株式会社アルキービ総合計画事務所設計、トリスミ集成材株式会社施工。用途はゲストハウス。小規模ながら幹線道路である国道309号に西面して建ち、南から緩い勾配を下り、高さを抑えた入口となっている。小断面集成材ラーメン構造や緻密な細部が評価され、2010年、第30回大阪都市景観建築賞大阪府建築士会長賞を受賞[1]。

## 現地情報

### 所在地
大阪府堺市美原区菅生927-1

### アクセス
- 南海高野線北野田駅から徒歩34分